# Gracinha Mão Santa
Maria da Graça Moraes Souza Nunes, mais conhecida como Gracinha Mão Santa (Parnaíba, 27 de junho de 1976), é uma médica e política brasileira, filiada ao Progressistas (PP). Atualmente exerce o cargo de deputada estadual pelo estado do Piauí desde 2023.

## Biografia
Filha do ex-governador e atual prefeito de Parnaíba, Francisco de Assis de Moraes Souza, conhecido como Mão Santa, Gracinha atua há anos na vida pública, tendo se destacado na gestão municipal de Parnaíba antes de se eleger deputada estadual.
Médica de formação, foi secretária municipal de infraestrutura de Parnaíba e ocupou funções estratégicas durante a administração do pai, sendo apontada como responsável por diversas obras e melhorias na cidade.

## Carreira política
Em 2022, foi eleita deputada estadual pelo estado do Piauí com 30.013 votos, ficando entre os candidatos mais votados do Progressistas para a Assembleia Legislativa do Estado. Assumiu o mandato em 1º de fevereiro de 2023, integrando a 20ª Legislatura.
Seu mandato tem como principais bandeiras a defesa do municipalismo, melhorias em infraestrutura urbana, saúde pública regionalizada e fortalecimento de políticas para o desenvolvimento da região norte do estado.

## Vida pessoal
Gracinha é conhecida por sua atuação firme e pelo vínculo familiar com uma das figuras políticas mais conhecidas do estado, o ex-senador e prefeito de Parnaíba, Mão Santa.